# .32 Harrington & Richardson Magnum
 (signalé en juin 2025).
Si vous disposez d'ouvrages ou d'articles de référence ou si vous connaissez des sites web de qualité traitant du thème abordé ici, merci de compléter l'article en donnant les références utiles à sa vérifiabilité et en les liant à la section « Notes et références ».
- Archive Wikiwix
- Bing
- Cairn
- DuckDuckGo
- E. Universalis
- Gallica
- Google
- G. Books
- G. News
- G. Scholar
- Persée
- Qwant
- (zh) Baidu
- (ru) Yandex
- (wd) trouver des œuvres sur Wikidata

La munition de .32 H&R Magnum est une version plus puissante du .32 S&W Long commercialisé depuis 1983 pour un revolver de défense personnelle de marque Harrington & Richardson. Son but fut de concurrencer le .38 Special mais sa diffusion fut restreinte.
Charter Arms diffuse plusieurs modèles de revolver pour la défense personnelle dans ce calibre, le Charter Arms Undercoverette (6 cartouches dans le barillet), pour un public féminin et le Charter Arms Professional (7 cartouches dans le barillet).

## Dimensions
- Diamètre nominal de la balle : 8 mm
- Longueur de l'étui : 27 mm

## Balistique indicative
- Masse de la balle : 5,5 ou 6 g
- Vitesse initiale : 311–335 m/s
- Énergie initiale : 279 joules